# Dale Watson

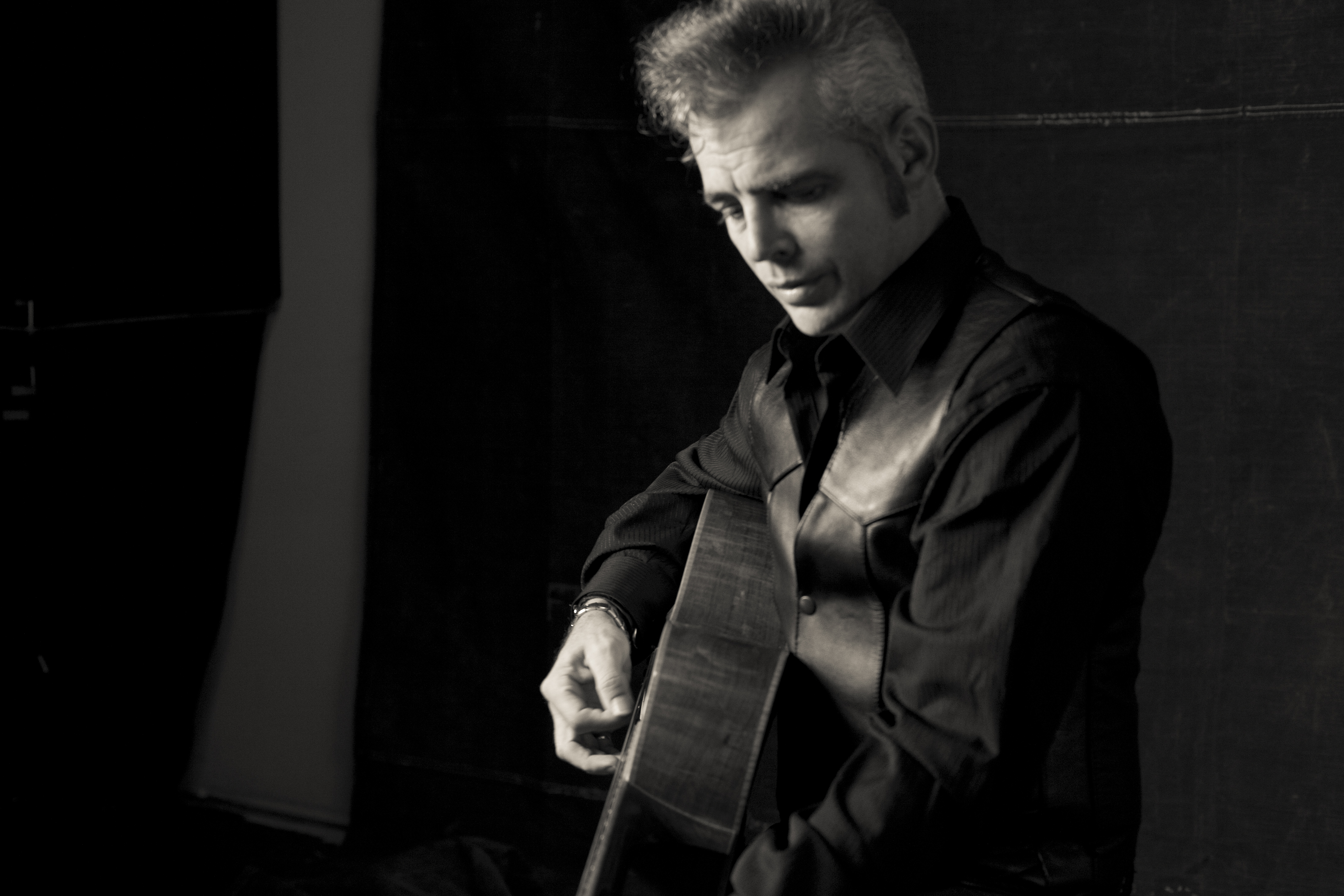
Dale Watson 2010

Dale Watson (* 7. Oktober 1962 in Birmingham, Alabama) ist ein US-amerikanischer Sänger des Alternative Country.

## Leben
Dale Watson zog schon in seiner Jugend nach Texas, in die Nähe von Houston. Dies prägte seinen Musikstil so stark, dass er häufig als Vertreter der ursprünglichen texanischen Countrymusik betrachtet wird. Er wuchs in einer musikalischen Familie auf und begann bereits mit zwölf Jahren eigene Lieder und Texte zu verfassen. Nach dem Besuch der Highschool arbeitete und musizierte er mehrere Jahre lang in lokalen Clubs und Tanzsälen. Im Jahr 1988 zog er nach Los Angeles und erhielt dort ein Engagement bei der Band des renommierten Palomino Clubs.
1990 nahm er seine ersten Singles auf, denen 1992 eine weitere folgte. Obwohl von der Kritik gelobt, blieben diese Platten relativ erfolglos, sodass er über einen kurzen Arbeitsaufenthalt als Komponist in Nashville nach Texas, Austin zurückkehrte. Nach drei Jahren veröffentlichte er 1995 sein Debütalbum, welchem nun jährlich weitere folgten. Der Stil schwankte dabei zwischen klassischen Country- und Truck-Country-Songs. Nach dem Tod seiner Verlobten bei einem Autounfall im Jahr 2000 vollzog sich ein radikaler Drogen- und Alkoholabstieg, welcher in eine Überdosis kurz vor Weihnachten mündete. Nachdem er nur knapp überlebt hatte, versuchte er nach einem Drogenentzug den Neuanfang und ein musikalisches Comeback.
Der Regisseur Zalman King drehte 2006 einen Dokumentarfilme mit ihm, welche sein Leben und seine Umgebung darstellte. Ein geplanter zweiter Film, unter dem Titel „Austin Angel“ angekündigt, wurde aufgrund des Todes Kings nicht mehr umgesetzt. 2007 gehörte er zu den führenden US-amerikanischen Countrysängern mit einer erstaunlichen Vielzahl an Engagements in Austin und Nashville. Wenn er nicht in anderen Staaten oder im Ausland unterwegs ist, tritt Watson vor allem im Großraum Austin ständig auf, so z. B. regelmäßig montags im Continental Club in Austin. Diese Konzerte, die häufig über dreieinhalb Stunden dauern, vermitteln eine Wohnzimmer-Atmosphäre. Sein Lebenswerk wurde durch die Aufnahme in die Austin Music Hall of Fame geehrt.
Im Oktober 2011 veröffentlichte er mit der Band „The Texas Two“ das Album „The Sun Sessions“, eine unverkennbare Hommage an Johnny Cash. 2012 übernahm er eine Rolle im Ensemble des Musicals „Ghost Brothers of Darkland County“, das aus der Feder von Stephen King und John Mellencamp stammt.
In dem Film Yellow Rose verkörperte sich der Musiker 2019 selber.

## Diskografie
- 1995: Cheatin' Heart Attack
- 1996: Blessed or Damned
- 1997: I Hate These Songs
- 1998: The Truckin Sessions
- 1999: People I've Known, Places I've Been
- 2001: Preachin' to the Choir
- 2001: Every Song I Write is for You
- 2001: Christmas in Texas
- 2002: Live in London, England
- 2003: One More, Once More
- 2004: Dreamland
- 2005: Heeah!!
- 2005: Whiskey or God
- 2006: Live at Newland, NL
- 2007: From the Cradle to the Grave
- 2007: The Little Darlin' Session
- 2008: To Terri With Love
- 2008: Help Your Lord
- 2011: The Truckin' Sessions Vol. 2
- 2010: Carryin' On
- 2012: Dalevis
- 2013: El Racho Azul
- 2015: The Truckin' Sessions Vol. 3
- 2015: Call Me Insane
- 2016: Live At The Big T Roadhouse
- 2017: Dale & Ray (mit Ray Benson)
- 2017: Blackjack
- 2019: Call Me Lucky
- 2019: Live DeLuxe...Plus
- 2021: Presents: The Memphians
- 2022: Jukebox Fury
- 2023: Starvation Box

## Filmografie
- 2006: Crazy Again
- 2019: Yellow Rose